# هروزناتین
هروزناتین (به چکی: Hroznatín) یک منطقهٔ مسکونی در جمهوری چک است که در منطقه تربیچ واقع شده‌است.
 هروزناتین  ۱۰۰ نفر جمعیت دارد.